# Цари Аншана и Суз

Список царей Аншана и Суз:

## Игехалкиды
- Игехалки (1350—1330 до.н.э)
- Пахир-ишшан (1330—1310 до.н.э)
- Аттар-Киттах (1310—1300 до.н.э)
- Хумбан-нумена I (1300—1275 до.н.э)
- Унташ-Напириша (1275—1240 до.н.э)
- Унпатар-Напириша (1240—1235 до.н.э)
- Китен-Хутран (1235—1210? до.н.э)

## Шутрукиды
- Халлутуш-Иншушинак (1205—1185 до.н.э)
- Шутрук-Наххунте I (1185—1155 до.н.э)
- Кутир-Наххунте I (1155—1150 до.н.э)
- Шилхак-Иншушинак (1150—1120 до.н.э)
- Хутелутуш-Иншушинак (1120—1110 до.н.э)
- Шилхана-хамру-Лагамар (1110-? до.н.э)
- Хумпанниммена (?)